# Fòrbia

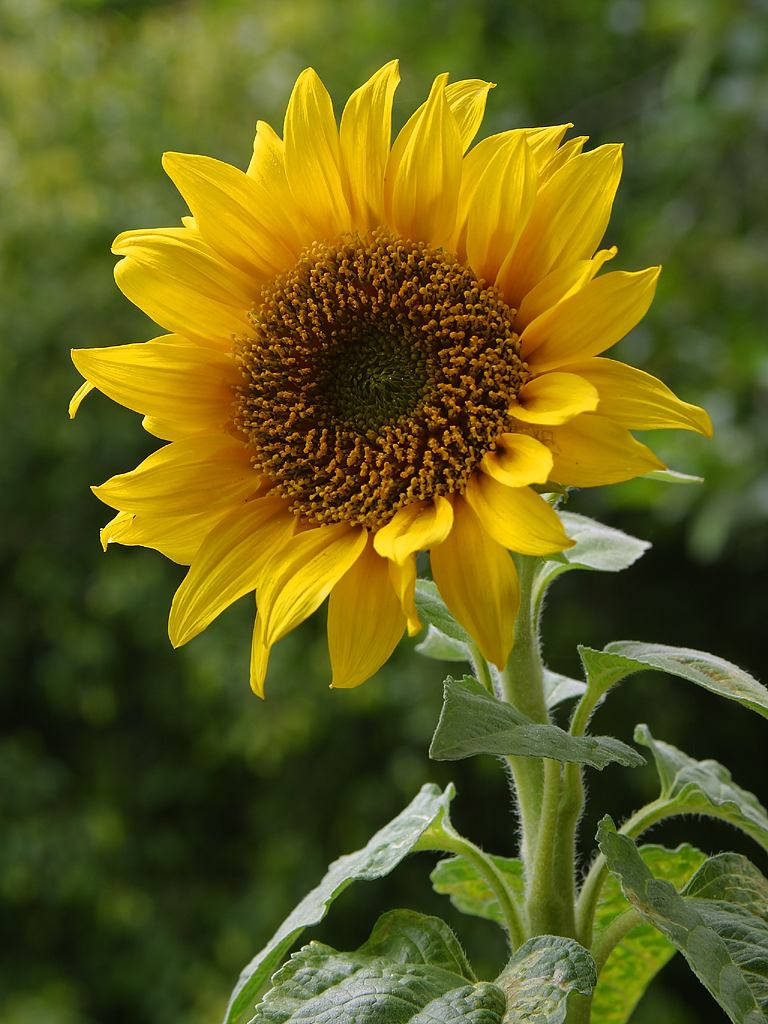
Els gira-sols (Helianthus annuus) són fòrbies de gran mida.

Les fòrbies són plantes amb flor herbàcies que no són graminoides (poàcies, ciperàcies i juncàcies). Aquest terme es fa servir en biologia i ecologia vegetal, particularment el relació amb els herbassars i el sotabosc. La paraula deriva del mot grec φορβή (forbí), que significa 'pastura'. Les fòrbies pertanyen a un gremi, és a dir, un grup d'espècies vegetals amb formes vitals semblants. En determinats contextos ecològics, la pertinença a un mateix gremi pot tenir més importància que les relacions taxonòmiques entre diferents organismes.